# Comandancia militar de las Islas Malvinas
La comandancia Militar de las Islas Malvinas fue el primero de los órganos administrativos por vía de los cuales las Provincias Unidas del Río de la Plata —antecesor jurídico directo de la República Argentina— ejercieron su soberanía en el archipiélago de las islas Malvinas.

## Antecedentes
Uno de los principales argumentos de Argentina con respecto a su reclamo sobre las islas Malvinas, es que heredó los derechos de España sobre ellas, país que las abandonó con intención de volver cuando las circunstancias de la guerra en el virreinato del Río de la Plata se lo permitiesen, pero que con la toma de Montevideo, su último bastión en la región, todos sus derechos fueron heredados por las Provincias Unidas del Río de la Plata y su descendiente directo, la República Argentina. 
El 30 de mayo de 1810 la Primera Junta de Gobierno de Buenos Aires ordenó pagar el sueldo al comandante de Malvinas. En el oficio librado por Cornelio Saavedra se indicaba: 

Con fecha de 20 de marzo último se dijo a ustedes por esta Superintendencia General subdelegada de Real Hacienda lo siguiente. En Orden de 13 de diciembre de 1806 dije a ustedes lo que sigue. Con esta fecha paso al señor comandante de Marina de este Apostadero el oficio que sigue. "Habiendo notado que después de haberse resuelto en Junta Superior de Real Hacienda que para los gastos y pagamentos se considere en adelante el establecimiento de Malvinas como un buque navegando, y a todos los empleados en aquel destino como dependientes del mismo buque, debiendo seguirse la cuenta y razón por la Marina del mismo modo que la de las demás embarcaciones de guerra con arreglo a sus particulares y privativas ordenanzas; se hacen presentaciones en solicitud de algunos pagos por las Cajas Reales, y aún se han mandado por esta superioridad ejecutar varios en la de esta Plaza, como son las gratificaciones del comandante y ministros, jornales de maestranza y algún otro: he determinado, que en adelante se satisfagan por el Ministro de Marina de este Apostadero, todos los sueldos, gratificaciones, jornales y demás gastos que ocurran en dicho establecimiento o pertenezcan a él, sean de la clase que fueren, para conservar la unidad en el modo, tan necesaria y conveniente en los objetos del real servicio de una misma clase, y llevan a efecto como es debido la disposición de la Junta Superior. Lo que comunico a usted para su inteligencia, y que lo traslade al Ministro de este Apostadero advirtiéndole que con esta fecha prevengo a los de la Tesorería General de Ejército y Real Hacienda que le remitan copias certificadas de las Reales Ordenes que haya en la misma Tesorería General sobre asignaciones o algunos otros puntos de Malvinas, cuya noticia sea precisa al citado Ministro. Y lo traslado a ustedes para su inteligencia y cumplimiento en la parte que les toca debiendo tomarse razón en el Tribunal de Cuentas. Y lo inserto a ustedes previniéndoles nuevamente que sin otra demora den cumplimiento en la parte que les toca tomándose razón en el Tribunal de Cuentas si aún no se ha ejecutado".

Y habiendo ocurrido ahora al señor comandante de Marina manifestando no haberle ustedes pasado todavía las referidas copias, incluye a ustedes esta Junta Gubernativa el oficio del expresado señor comandante de Marina, para que con su vista y devolución pasen a esta misma Junta las indicadas copias. Dios guarde a ustedes muchos años. Buenos Aires 30 de mayo de 1810.

 
Cornelio de Saavedra (Firma y rúbrica).

Juan José Paso (Firma y rúbrica).
 
Secretario

El 30 de enero de 1813, el gobierno de Buenos Aires autorizó a Enrique Torres para cazar lobos marinos en las Malvinas con su bergantín El Rastrero.
En 1816, el ministro de guerra interino Berutti dirigió un oficio al gobernador de Cuyo, general José de San Martín, solicitándole el envío de presidiarios para trasladarlos a las islas Malvinas.
En 1818 el foquero Espíritu Santo en su viaje a la Antártida y procedente de Buenos Aires, se habría abastecido en Puerto Soledad. 

## Historia

### Toma de posesión

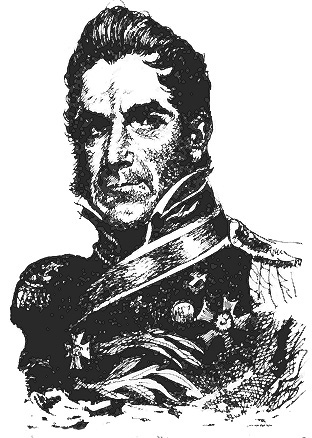
Coronel David Jewett.

El 15 de enero de 1820 el ministro de guerra y marina de las Provincias Unidas, Matías Irigoyen, emitió un despacho nombrando con "el grado de coronel de ejército al servicio de la marina" al coronel de origen estadounidense David Jewett.
En febrero, el Director Supremo de las Provincias Unidas del Río de la Plata, José Rondeau, decidió enviar un oficial para que se hiciera cargo de las islas, pero el hecho no se concretó sino hasta fines de ese año, cuando el gobernador de Buenos Aires, Martín Rodríguez, comisionó a Jewett para que tomara posesión de las islas. Éste, al mando de la fragata Heroína llegó al archipiélago malvinense a fines de octubre. Siguiendo órdenes de sus superiores, Jewett prohibió la caza y pesca en la jurisdicción de las islas a los buques extranjeros, distribuyendo una circular entre aquellos estacionados en las proximidades, en la que hacía referencia a la formalización del traspaso de soberanía desde el Virreinato del Río de la Plata a su sucesor, las Provincias Unidas. El 2 de noviembre le fue remitida una copia al mismo James Weddell (quien de regreso a Londres informó a su gobierno), cuya embarcación fue avistada en aguas argentinas: 

Fragata del Estado Heroína, en Puerto Soledad, Noviembre 2 de 1820.

 
Señor, tengo el honor de informarle que he llegado a este puerto comísionado por el Supremo Gobierno de las Provincias Unidas de Sud América para tomar posesión de las islas en nombre del país a que éstas pertenecen por la Ley Natural.

Al desempeñar esta misión deseo proceder con la mayor corrección y cortesía para con todas naciones amigas; uno de los objetos de mi cometido es evitar la destrucción de las fuentes de recursos necesarios para los buques de paso, que, en recalada forzosa, arriban a las islas, y hacer de modo que puedan aprovisionarse con los mínimos gastos y molestias, dado que los propósitos de Usted no están en pugna y en competencia con estas instituciones y en la creencia de que una entrevista personal resultará de provecho para ambos, invito a usted a visitarme a bordo de mi barco, donde me será grato brindarle acomodo mientras le plazca; he de agradecerle - a sí mismo - que tenga a bien, en lo que esté a su alcance, hacer extensiva mi invitación a cualquier otro súbdito británico que se hallare en estas inmediaciones; tengo el honor de suscribirme señor, su más atento y seguro servidor.

 
Jewett, Coronel de la Marina de las Provincias Unidas de Sudamérica y comandante de la Fragata Heroína.

Los infractores a lo dispuesto por las autoridades argentinas serían detenidos y llevados a Buenos Aires para ser sometidos a juicio.
El coronel Jewett arribó a Puerto Soledad el 6 de noviembre de 1820 y tres días más tarde, en nombre del gobierno de las Provincias Unidas del Río de la Plata, tomó posesión formal del fuerte, efectuando una salva de veintiún cañonazos. Luego leyó la proclama extendida por las autoridades, redactada en español e inglés —esta última legalizada por el cónsul británico en Buenos Aires— e izó la bandera argentina ante la cincuentena de buques pesqueros que se encontraban ilegalmente en las cercanías (de los cuales al menos diez eran estadounidenses y seis británicos).
Este acontecimiento recibió considerable cobertura periodística cuando se dio a conocer, en 1821. En Estados Unidos la noticia fue publicada por la Salem Gazette del 12 de junio de 1821; también fue tratada en Europa: en Cádiz, por El Redactor (que se hacía eco de un comentario previo hecho en medios gibraltareños), y en Londres por el influyente periódico The Times del 3 de agosto de 1821, sin que el Reino Unido presentara queja ni reserva alguna. Debido al mal estado sanitario de su tripulación, aquejada de escorbuto, Jewett permaneció solo un mes en las Malvinas, regresando a Buenos Aires.
En mayo de 1821, se nombró al teniente coronel Guillermo Masón como nuevo representante en las Malvinas, cargo que desempeñó hasta junio del mismo año. 
Ese mismo año el comandante político y militar de Patagones, el teniente coronel Gabriel de la Oyuela, elevó un reporte a las autoridades en Buenos Aires adviriendo sobre los excesos de los navíos extranjeros en las costas patagónicas y su negativa a pagar derechos de explotación.
En virtud de ello las autoridades dictaron la Ley de Caza y Pesca, una medida legislativa sobre política económica que fue finalmente sancionada por la Honorable Junta de Representantes de Buenos Aires el 22 de octubre. En dicha ley se establecía que los extranjeros que realizaran faenas por temporada, deberían pagar un derecho de seis pesos por tonelada de pescado, mientras que los que formasen un establecimiento fijo gozarían de condiciones especiales de acuerdo a un régimen de fomento, por lo que tributarían montos más reducidos, llegando en algunos casos a obtener derechos de pesca sin cargas tributarias por un plazo no menor a ocho años.
Posteriormente la ley fue complementada mediante los decretos del 15 de enero de 1822 y del 22 de octubre de 1829 que implementaron medidas de conservación más restrictivas.
En 23 de agosto de 1823 Luis Vernet y Jorge Pacheco, solicitaron al gobierno de Buenos Aires el usufructo de las carnes, cueros y ganado vacuno en la isla Soledad, haciéndose cargo de la "refacción de los edificios para tenerlos a disposición de las autoridades cuando éstas lo necesitasen", concesión que fue aprobada por el decreto del 28 de agosto de 1823 firmado por Martín Rodríguez y Bernardino Rivadavia.
Pacheco solicitó al gobierno que nombrara al capitán de milicias entrerriano Pablo Areguatí como nuevo comandante militar de las Malvinas: 

Excelentísimo Señor

 El ciudadano Jorge Pacheco a V.E. con su conocido respeto dice: que ya próxima a zarpar la expedición al Puerto de la Soledad de Malvinas a elaborar el usufructo de esta Isla con que la bondad de V.E. le agració, marcha con ella el capitán de Milicias retirado don Pablo Areguatí por el convenio que ha precedido entre ambos y como para el respeto de los peones y buques extranjeros convendría a los intereses del Estado y del suplicante el que hubiese una autoridad. V.E. se ha de servir darle el título de Comandante de aquel puerto sin sueldo alguno al dicho capitán. De este modo Señor Excelentísimo se posesiona la Provincia de aquella abandonada Isla, y aún hace que paguen los buques el derecho de anclaje, de que escrupulosamente se dará cuenta al Erario: porque Areguatí piensa formar de los mismos peones una Compañía de Cívicos con sus cabos y sargentos, para darle a esta operación toda la representación posible en obsequio de una propiedad de la Patria, llevando las armas y municiones de cuenta de la negociación; y si V.E. hubiese a bien destinar algunos cañones de hierro, para defender al puerto de incursión, de piratas en aquellas abandonadas baterías, serían reparadas y puestas en aptitud de que sirvan al Gobierno, cuando quiera restablecer el presidio. 
Yo he proyectado el domesticar ganado y poner con ellos una estancia en que apacenten hasta dos mil ovejas merinas, con el fin de hacer progresivas estas lanas al país; y para que se vea con la exactitud que cumpliré este ofrecimiento, hago esta petición subscripta por los fiadores que presento a V.E. suplicándole que para la realización de este proyecto, se sirva en virtud de sus altas y omnímodas facultades hacerme gracia y merced de los necesarios terrenos que ocuparé en tan abultados deberes; ordenando al comandante que he propuesto me dé posesión de ellos, como a un ciudadano de esta Provincia, quien defenderá aquel territorio como una propiedad sagrada de este Estado. Yo creo Exmo. Señor, que mi solicitud está caracterizada de la conveniencia y de la justicia, que pueden merecer la aceptación de V.E., y en esta confianza. 
A V.E. pido y suplico, que habiéndome por presentado, y en mérito de lo expuesto, se sirva proveer como he indicado y es de justicia que imploro.

 
Luis Vernet (Firma y rúbrica).

Jorge Pacheco (Firma y rúbrica).

Buenos Aires 18 de diciembre de 1823.

El gobierno accedió y por decreto del 2 de febrero de 1823 Areguatí fue nombrado comandante militar de la isla Soledad, hasta agosto de ese año.
Por otro decreto, el 18 de diciembre de 1823 se le otorgaron las tierras de la isla Soledad a Jorge Pacheco.
Por otro decreto del 5 de enero de 1828, el gobierno de Buenos Aires le encomendó a Pacheco las tierras de la parte sudeste de la isla Soledad y a Vernet los terrenos baldíos de la misma isla y de la Isla de los Estados, reservándose 10 leguas en ambas, debiendo levantar una colonia en un plazo de tres años.

## Referencia bibliográfica
- Boyson, V. F. (1924). The Falkland Islands. Oxford: Oxford University Press.

- Becerra, Alfredo (1998). Protestas por Malvinas (1833-1946). Buenos Aires: Caja Editora.